# Championnat de France de football National 2025-26
La Temporada 2025-26 del Campeonato Francés Nacional es la 29.ª edición del Campeonato organizado por la Federación Francesa de Fútbol. Esta categoría es el nivel de liga más alto que puede aspirar un club francés de categoría no profesional; ya que, en caso de lograr subir al siguiente nivel, la Ligue 2, el club deberá obligatoriamente obtener el estatus profesional para poder participar. 
Durante esta temporada se darán dos ascensos directos a Ligue 2, además de una plaza de promoción en la cual el tercer clasificado del Championnat National jugará contra el décimo sexto lugar de la segunda división. Por el otro lado habrá tres descensos al National 2.
La temporada comenzó el 8 de agosto de 2025 y finalizará el 15 de mayo de 2026.
Esta temporada es disputada por 17 equipos debido a la existencia de una plaza vacante, la cual le correspondía al Athletic Club Ajaccien, en un principio el equipo había sido sancionado con un descenso administrativo al National por problemas financieros, incluso el club corso fue incluido en el calendario de juegos de esta categoría, sin embargo, el 13 de agosto de 2025 la DCNG determinó expulsar al club de todas las competiciones profesionales francesas, por lo que la temporada de nueva cuenta será disputada por un número impar de equipos, al igual que sucedió en la campaña  anterior.

## Descensos, ascensos y decisiones administrativas
Según el reglamento el campeonato, los clubes que participan en esta temporada, además de los clubes clasificados entre el cuarto y el decimosexto lugar durante la temporada 2024-25, son el club descendido de Ligue 2 y los tres clubes promovidos del National 2 de la temporada 2024-25.
Una vez terminada las 34 jornadas del campeonato, según la clasificación :
- Los equipos clasificados en la 1.ª y 2.ª posición ascienden a la Ligue 2
- El equipo clasificado en la 3.ª posición jugará una promoción de ascenso para la Ligue 2.
- Los equipos clasificados entre la 4.ª y la 15.ª posición continúan en la categoría para la próxima temporada.
- Los equipos clasificados en la 16.ª y la 17.ª posición descenderán al Nacional 2.

## Relevos
| Pos. | Descendidos de Ligue 2 |
| ---- | ---------------------- |
| 18.º | SM Caen                |

| Pos. | Ascendidos a Ligue 2        |
| ---- | --------------------------- |
| 1.º  | AS Nancy-Lorraine           |
| 2.º  | Le Mans FC                  |
| 3.º  | US Boulogne (Adminisrativo) |

| Pos. | Descendidos a Championnat National 2 |
| ---- | ------------------------------------ |
| 17.º | Nîmes Olympique                      |

| Pos.        | Ascendidos de Championnat National 2 |
| ----------- | ------------------------------------ |
| 1.º Grupo A | Le Puy Foot                          |
| 1.º Grupo B | Stade Briochin                       |
| 1.º Grupo C | FC Fleury 91                         |

## Clubes participantes
| Club                                    | Ciudad                 | Estadio                      | Capacidad |
| --------------------------------------- | ---------------------- | ---------------------------- | --------- |
| Aubagne Football Club                   | Andrézieux-Bouthéon    | Stade de Lattre-de-Tassigny  | 3000      |
| Stade Briochin                          | Saint-Brieuc           | Stade Fred-Aubert            | 11000     |
| Football Bourg-en-Bresse Péronnas 01    | Bourg-en-Bresse        | Stade Marcel-Verchère        | 11400     |
| Stade Malherbe Caen                     | Caen                   | Stade Michel d'Ornano        | 21500     |
| La Berrichonne de Châteauroux           | Châteauroux            | Stade Gaston Petit           | 17072     |
| Union Sportive Concarneau               | Concarneau             | Estadio Municipal Guy-Piriou | 6500      |
| Dijon Football Côte d'Or                | Dijon                  | Stade Gaston Gérard          | 15995     |
| Football Club Fleury 91                 | Viry-Châtillon         | Stade Robert-Bobin           | 18600     |
| Le Puy Foot 43 Auvergne                 | Le Puy-en-Velay        | Stade Charles Massot         | 4800      |
| Union Sportive Orléans                  | Orléans                | Stade de la Source           | 7533      |
| París 13 Atlético                       | París                  | Stade Charléty               | 19151     |
| Union sportive Quevilly-Rouen Métropole | Le Petit-Quevilly      | Stade Robert Diochon         | 12018     |
| Football Club Rouen                     | Ruan                   | Stade Robert Diochon         | 12108     |
| Football Club Sochaux-Montbéliard       | Montbéliard            | Stade Auguste Bonal          | 20005     |
| Valenciennes Football Club              | Valenciennes           | Estadio de Hainaut           | 25172     |
| Football Club de Versailles 78          | Versalles              | Stade Georges-Lefèvre        | 2164      |
| Football Club Villefranche Beaujolais   | Villefranche-sur-Saône | Stade Armand-Chouffet        | 3500      |

## Clasificación
| Pos. | Equipo                 | Pts. | PJ | G | E | P | GF | GC | Dif. | Clasificación                     |
| ---- | ---------------------- | ---- | -- | - | - | - | -- | -- | ---- | --------------------------------- |
| 1    | FC Sochaux-Montbéliard | 6    | 2  | 2 | 0 | 0 | 6  | 0  | +6   | Ascenso a Ligue 2                 |
| 2    | FC Versailles          | 6    | 2  | 2 | 0 | 0 | 3  | 1  | +2   | Ascenso a Ligue 2                 |
| 3    | SM Caen                | 4    | 2  | 1 | 1 | 0 | 4  | 1  | +3   | Promoción de ascenso a Ligue 2    |
| 4    | FC Fleury 91           | 4    | 2  | 1 | 1 | 0 | 4  | 1  | +3   |                                   |
| 5    | Dijon FCO              | 4    | 2  | 1 | 1 | 0 | 3  | 2  | +1   |                                   |
| 6    | Valenciennes FC        | 4    | 2  | 1 | 1 | 0 | 2  | 1  | +1   |                                   |
| 7    | París 13 Atlético      | 3    | 2  | 1 | 0 | 1 | 2  | 2  | 0    |                                   |
| 8    | Aubagne FC             | 3    | 2  | 1 | 0 | 1 | 3  | 4  | −1   |                                   |
| 9    | LB Châteauroux         | 2    | 2  | 0 | 2 | 0 | 2  | 2  | 0    |                                   |
| 10   | FC Rouen               | 2    | 2  | 0 | 2 | 0 | 1  | 1  | 0    |                                   |
| 11   | FC Bourg Péronnas      | 1    | 1  | 0 | 1 | 0 | 2  | 2  | 0    |                                   |
| 12   | US Concarneau          | 1    | 1  | 0 | 1 | 0 | 0  | 0  | 0    |                                   |
| 13   | US Quevilly-Rouen      | 1    | 2  | 0 | 1 | 1 | 1  | 2  | −1   |                                   |
| 14   | FC Villefranche        | 1    | 2  | 0 | 1 | 1 | 1  | 3  | −2   |                                   |
| 15   | Le Puy Foot 43         | 0    | 2  | 0 | 0 | 2 | 1  | 3  | −2   |                                   |
| 16   | Stade Briochin         | 0    | 2  | 0 | 0 | 2 | 1  | 5  | −4   | Descenso a Championnat National 2 |
| 17   | US Orléans             | 0    | 2  | 0 | 0 | 2 | 1  | 7  | −6   | Descenso a Championnat National 2 |

Actualizado a los partidos jugados el 15 de agosto de 2025.
 Fuente: BeSoccer

### Evolución de la clasificación
| Jornada                | 1  | 2  | 3 | 4 | 5 | 6 | 7 | 8 | 9 | 10 | 11 | 12 | 13 | 14 | 15 | 16 | 17 | 18 | 19 | 20 | 21 | 22 | 23 | 24 | 25 | 26 | 27 | 28 | 29 | 30 | 31 | 32 | 33 | 34 |
| Equipo                 |    |    |   |   |   |   |   |   |   |    |    |    |    |    |    |    |    |    |    |    |    |    |    |    |    |    |    |    |    |    |    |    |    |    |
| ---------------------- | -- | -- | - | - | - | - | - | - | - | -- | -- | -- | -- | -- | -- | -- | -- | -- | -- | -- | -- | -- | -- | -- | -- | -- | -- | -- | -- | -- | -- | -- | -- | -- |
| FC Sochaux-Montbéliard | 4  | 1  |   |   |   |   |   |   |   |    |    |    |    |    |    |    |    |    |    |    |    |    |    |    |    |    |    |    |    |    |    |    |    |    |
| FC Versailles          | 5  | 2  |   |   |   |   |   |   |   |    |    |    |    |    |    |    |    |    |    |    |    |    |    |    |    |    |    |    |    |    |    |    |    |    |
| SM Caen                | 1  | 3  |   |   |   |   |   |   |   |    |    |    |    |    |    |    |    |    |    |    |    |    |    |    |    |    |    |    |    |    |    |    |    |    |
| FC Fleury 91           | 9  | 4  |   |   |   |   |   |   |   |    |    |    |    |    |    |    |    |    |    |    |    |    |    |    |    |    |    |    |    |    |    |    |    |    |
| Dijon FCO              | 2  | 5  |   |   |   |   |   |   |   |    |    |    |    |    |    |    |    |    |    |    |    |    |    |    |    |    |    |    |    |    |    |    |    |    |
| Valenciennes FC        | 10 | 6  |   |   |   |   |   |   |   |    |    |    |    |    |    |    |    |    |    |    |    |    |    |    |    |    |    |    |    |    |    |    |    |    |
| París 13 Atlético      | 3  | 7  |   |   |   |   |   |   |   |    |    |    |    |    |    |    |    |    |    |    |    |    |    |    |    |    |    |    |    |    |    |    |    |    |
| Aubagne FC             | 17 | 8  |   |   |   |   |   |   |   |    |    |    |    |    |    |    |    |    |    |    |    |    |    |    |    |    |    |    |    |    |    |    |    |    |
| LB Châteauroux         | 6  | 9  |   |   |   |   |   |   |   |    |    |    |    |    |    |    |    |    |    |    |    |    |    |    |    |    |    |    |    |    |    |    |    |    |
| FC Rouen               | 8  | 10 |   |   |   |   |   |   |   |    |    |    |    |    |    |    |    |    |    |    |    |    |    |    |    |    |    |    |    |    |    |    |    |    |
| FC Bourg Péronnas      | 12 | 11 |   |   |   |   |   |   |   |    |    |    |    |    |    |    |    |    |    |    |    |    |    |    |    |    |    |    |    |    |    |    |    |    |
| US Concarneau          | 7  | 12 |   |   |   |   |   |   |   |    |    |    |    |    |    |    |    |    |    |    |    |    |    |    |    |    |    |    |    |    |    |    |    |    |
| US Quevilly-Rouen      | 15 | 13 |   |   |   |   |   |   |   |    |    |    |    |    |    |    |    |    |    |    |    |    |    |    |    |    |    |    |    |    |    |    |    |    |
| FC Villefranche        | 11 | 14 |   |   |   |   |   |   |   |    |    |    |    |    |    |    |    |    |    |    |    |    |    |    |    |    |    |    |    |    |    |    |    |    |
| Le Puy Foot 43         | 14 | 15 |   |   |   |   |   |   |   |    |    |    |    |    |    |    |    |    |    |    |    |    |    |    |    |    |    |    |    |    |    |    |    |    |
| Stade Briochin         | 16 | 16 |   |   |   |   |   |   |   |    |    |    |    |    |    |    |    |    |    |    |    |    |    |    |    |    |    |    |    |    |    |    |    |    |
| US Orléans             | 13 | 17 |   |   |   |   |   |   |   |    |    |    |    |    |    |    |    |    |    |    |    |    |    |    |    |    |    |    |    |    |    |    |    |    |

- #: Indica la posición del equipo en su jornada libre.

## Resultados
| Local \ Visitante      | AUB | BRP | BRI | CAE | CHÂ | CON | DIJ | FLE | LPF | ORL | PAT | QUE | ROU | SOC | VAL | VER | VIL |
| ---------------------- | --- | --- | --- | --- | --- | --- | --- | --- | --- | --- | --- | --- | --- | --- | --- | --- | --- |
| Aubagne FC             | —   |     |     |     |     |     |     |     |     |     |     |     |     |     |     |     | 3–1 |
| FC Bourg Péronnas      |     | —   |     |     |     |     |     |     |     |     |     |     |     |     |     |     |     |
| Stade Briochin         |     |     | —   |     |     |     |     |     |     |     |     |     |     |     |     | 0–1 |     |
| SM Caen                | 3–0 |     |     | —   |     |     |     |     |     |     |     |     |     |     |     |     |     |
| LB Châteauroux         |     | 2–2 |     |     | —   |     |     |     |     |     |     |     |     |     | 0–0 |     |     |
| US Concarneau          |     |     |     |     |     | —   |     |     |     |     |     |     |     |     |     |     |     |
| Dijon FCO              |     |     |     |     |     |     | —   |     |     |     |     |     | 1–1 |     |     |     |     |
| FC Fleury 91           |     |     | 4–1 |     |     |     |     | —   |     |     |     |     |     |     |     |     |     |
| Le Puy Foot 43         |     |     |     |     |     |     |     |     | —   |     |     |     |     | 0–1 |     |     |     |
| US Orléans             |     |     |     |     |     |     | 1–2 |     |     | —   |     |     |     |     |     |     |     |
| París 13 Atlético      |     |     |     |     |     |     |     |     |     |     | —   | 1–0 |     |     |     |     |     |
| US Quevilly-Rouen      |     |     |     | 1–1 |     |     |     |     |     |     |     | —   |     |     |     |     |     |
| FC Rouen               |     |     |     |     |     |     |     | 0–0 |     |     |     |     | —   |     |     |     |     |
| FC Sochaux-Montbéliard |     |     |     |     |     |     |     |     |     | 5–0 |     |     |     | —   |     |     |     |
| Valenciennes FC        |     |     |     |     |     |     |     |     | 2–1 |     |     |     |     |     | —   |     |     |
| FC Versailles          |     |     |     |     |     |     |     |     |     |     | 2–1 |     |     |     |     | —   |     |
| FC Villefranche        |     |     |     |     |     | 0–0 |     |     |     |     |     |     |     |     |     |     | —   |